# Bus MOST
MOST (Media Oriented Systems Transport) és una tecnologia de xarxa multimèdia d'alta velocitat per a la indústria de l'automòbil. Es pot utilitzar per a aplicacions dins o fora del cotxe. El bus sèrie MOST utilitza una topologia en cadena o una topologia en anell i una comunicació en sèrie síncrona per transportar senyals d'àudio, vídeo, veu i dades mitjançant capes físiques de fibra òptica plàstica (POF) (MOST25, MOST150) o conductor elèctric (MOST50, MOST150).
La tecnologia MOST s'utilitza en marques d'automòbils a tot el món, com ara Audi, BMW, General Motors, Honda, Hyundai, Jaguar, Lancia, Land Rover, Mercedes-Benz, Porsche, Toyota, Volkswagen, SAAB, SKODA, SEAT i Volvo.
MOST és una marca registrada de Standard Microsystems Corporation (SMSC), ara propietat de Microchip Technology.

## Principis de la comunicació
L'especificació MOST defineix la capa física i l'enllaç de dades, així com les set capes del model OSI per a la comunicació de dades. Per al desenvolupador del sistema, MOST és principalment una definició de protocol. Proporciona a l'usuari una interfície de programació d'aplicacions (API) estandarditzada per accedir a la funcionalitat del dispositiu. La funcionalitat de comunicació la proporciona el programari de controladors conegut com MOST Network Services. Els serveis de xarxa MOST inclouen els serveis bàsics del sistema de capa (capes 3, 4, 5) i els serveis de sòcols d'aplicació (capa 6). Processen el protocol MOST entre un controlador d'interfície de xarxa (NIC) MOST i l'API.

## Xarxes MOST
Una xarxa MOST és capaç de gestionar fins a 64 dispositius MOST en una configuració d'anell. La funcionalitat Plug-and-Play permet que la majoria dels dispositius es puguin connectar i treure fàcilment. La MOST de les xarxes també es poden configurar en una xarxa estrella virtual o altres topologies. Les aplicacions crítiques per a la seguretat utilitzen configuracions redundants de doble anell.
En una xarxa MOST, un dispositiu es designa com a mestre de temporització. La seva funció és subministrar contínuament l'anell amb MOST marcs. S'envia un preàmbul al començament de la transferència de fotogrames. Els altres dispositius, coneguts com a seguidors de temporització, utilitzen el preàmbul per a la sincronització.

### MOST25
MOST25 proporciona una amplada de banda d'aproximadament 23 megabaud per a la transmissió de dades (síncrona) i paquet (asíncrona) a través d'una capa física òptica. Està separat en 60 canals físics. L'usuari pot seleccionar i configurar els canals en grups de quatre. MOST25 proporciona serveis i mètodes per a l'assignació (i desassignació) de canals físics.

### MOST50
MOST50 duplica l'amplada de banda d'un sistema MOST25 i augmenta la longitud del fotograma a 1024 bits. Els tres canals establerts (canal de missatges de control, canal de dades de transmissió, canal de dades de paquets) de MOST25 segueixen sent els mateixos, però la longitud del canal de control i la secció entre els canals síncrons i asíncrons són flexibles. Tot i que MOST50 s'especifica per admetre les capes físiques tant òptiques com elèctriques, els controladors d'interfície de xarxa intel·ligents (INIC) MOST50 disponibles només admeten la transferència de dades elèctriques mitjançant una configuració de tres conductors de coure; que consisteix en un conjunt de parells trenats sense blindatge (UTP) i una única línia de control addicional. La línia de control addicional està connectada a cada dispositiu de xarxa MOST50 en una configuració de bus compartit únic paral·lel. Cada dispositiu MOST50 contindria cinc connexions de cable de coure en aquesta configuració. Línia de control (per als senyals enviats des del mestre) i dos conjunts UTP (cadascun conté D+D−). Un conjunt s'utilitza per a l'entrada de dades (sortida des del dispositiu anterior a l'anell de xarxa), mentre que l'altre s'utilitza per a la sortida de dades al dispositiu següent de l'anell. Igual que amb els seus homòlegs de fibra, es requereix tancar o completar l'anell (terminació al dispositiu d'origen) per a qualsevol operació de la xarxa.

### MOST150
MOST150 es va presentar l'octubre de 2007. Augmenta la longitud del fotograma fins a 3072 bits. Inclou un canal Ethernet amb amplada de banda ajustable a més dels tres canals establerts (canal de missatges de control, canal de dades de streaming, canal de dades de paquets) dels altres graus de MOST. MOST150 també permet la transferència isòcrona al canal síncron.

## Capa física
MOST utilitza fibra òptica plàstica (POF) amb un diàmetre de nucli d'1 mm com a mitjà de transmissió, en combinació amb díodes emissors de llum (LED) en el rang de longitud d'ona vermella com a transmissors. MOST25 només utilitza una capa física òptica. MOST50 i MOST150 admeten capes físiques tant òptiques com elèctriques.

## Infraestructura
La cooperació MOST ha publicat les especificacions del bus MOST durant uns quants anys. Tanmateix, aquestes especificacions no inclouen detalls sobre la capa d'enllaç de dades. El març de 2008, SMSC (anteriorment OASIS SiliconSystems), inventor del primer MOST NIC, i Harman/Becker van anunciar que obririen i llicenciarien la seva propietat intel·lectual de la capa d'enllaç de dades a altres empreses de semiconductors sobre una base de drets d'autor.
En aquest moment, MOST les solucions de xips estan disponibles a SMSC, Analog Devices i alguns proveïdors de propietat intel·lectual FPGA. Les eines de desenvolupament les ofereixen K2L, Ruetz System Solutions, SMSC, Vector Informatik GmbH i Telemotive AG.

## Altres estàndards
- BroadR-Reach ha ocupat una part de la xarxa d'autobusos de comunicacions d'automòbils per a Infotainment. Primer amb 100 Mbit/s, després 1 Gbit/s i ara 10 Gbit/s per als enllaços troncals del controlador de domini.
- L'IEEE ha estandarditzat variants Ethernet d'un sol parell a velocitats de fins a 10 Gbit/s.
- IEEE 1355 té un slice (combinació de mitjà de xarxa i velocitat) TS-FO-02, per a fibra òptica de polímer que funciona a 200 Mbit/s. L'especificació és més ràpida que MOST, està ben provada i oberta. No obstant això, no té defensors del sector.
- Ethernet és més estàndard, de major velocitat, igualment immune al soroll, essent diferencial i aïllat per transformadors. Tanmateix, el cable Cat 5 pot ser massa car o pesat per a aplicacions d'automoció. A més, els endolls estàndard Cat 5 no resisteixen les vibracions. Les capes primes d'or es freguen ràpidament i la corrosió provoca una fallada. Existeixen connectors resistents estàndard, que mantenen els connectors estables, però són més cars.
- CAN (Controller Area Network), LIN (Local Interconnect Network) i altres estàndards OBD d'automòbils no són adequats perquè són massa lents per portar vídeo.
- FlexRay, també un estàndard d'autobús per a automòbils, encara que més ràpid que CAN, està pensat per programar aplicacions crítiques com ara la unitat per cable en lloc de mitjans.